# 西方笑土
西方笑土（さいほう・しょうど）は、NHK大阪放送局制作でNHK BSプレミアムとNHK総合テレビジョンのうち近畿地方向けに毎週放送されたお笑い番組。

## 概要
- 2010年度まで放送されていた『上方演芸ホール』のコンセプトを継承する新しい上方演芸番組である[1]。番組内容は週替わりで、「漫才」「落語」「コント」「上方漫才師列伝」を交替で放送する。番組スタイルはそれぞれに大きく異なっている。
- 出演者は「漫才」「コント」は東京で活躍する芸人も出演。「落語」「上方漫才師」は大阪の芸人限定である。
- 2013年3月10日で終了。

## 進行・案内役
- 漫才 - 陣内智則、立花理香
- 落語 - 桂三枝（現・6代目桂文枝）、田口万莉
- コント - 後藤ひろひと
- 上方漫才師列伝 - 比留木剛史アナウンサー

## 内容
- 漫才 - 「トップギアライブ」と銘打ち、NHK大阪ホールで収録。若手〜中堅の漫才が毎回6組ずつされる。
- 落語 - 「落語∞創（らくご・つくる）　新しい口」と題して、上方落語協会会長で、創作落語の第一人者・桂三枝（現・6代目桂文枝）を司会に、若手からベテランまで幅広い層の上方落語家が、創作落語限定で一席披露する。NHK大阪テレビスタジオで収録。2012年4月以降放送なし。代わりに『文枝の落語創世記』を7月に放送予定（レギュラー化は不明）。
- コント - タイトル「踊るカマドウマの夜」。若手お笑いタレント6組によるコントライブ。後藤が謎めいた司会進行を行う。NHK大阪テレビスタジオで収録。お笑いタレント1名によるシュールなドラマが断続的に挿入される。ドラマの主人公はテレビでコント番組を見ているという設定。
- 上方漫才師列伝 - ベテラン漫才師1組のコンビとしての歴史をインタビューやVTRで振り返りつつ、円熟味の増した漫才を披露してもらうワンマンショー。回によりNHK大阪ホール、またはNHK大阪テレビスタジオで収録。インタビューの箇所は観客非公開で楽屋で収録したものである

## 放送日時
- BSプレミアム　2011年4月4日開始
  - 2011年度　初回=月曜18時から18時45分　再放送=水曜17時から17時45分
  - 2012年度　初回=土曜深夜（日曜未明）1時30分から2時15分　再放送=月曜17時から17時45分
- 総合テレビ（近畿のみ）　2011年4月17日開始
  - 2011年度（BSプレミアムから見て2週間ズレ）　初回=日曜深夜<月曜未明>0時10分から0時55分　再放送=大相撲・高校野球など特別番組がない週の火曜16時5分から16時50分。

なお、この番組の放送のため、近畿での『よる★ドラ』、『ドキュメント20min.』・『J-MELO』は遅れ放送（設備点検がある場合後者2番組が休止となる日あり）、『サラリーマンNEO』の再放送は休止となるが、このサラリーマンNEO再放送は同年10月に『よるtoもっと』の枠で集中実施されている。
  - 2012年度（BSプレミアムから見て1日ズレ）　初回=日曜13:50-14:35（再放送廃止）

これに伴いNHKアーカイブスの放送が、金曜深夜（土曜未明）1:30-2:40（原則）のNHK教育テレビジョン（Eテレ）に変更されている。

※海外向けのNHKワールド・プレミアムでも放送されている。

## 関連番組
- 上方落語の会（随時　月1-2回ペース=2011年度は特に第4・5週で上記枠で放送。2012年度は金曜午後に移動）